# كاب هايتيان
كاب هايتيان هي بلدية من بلديات هايتي. وهي عاصمة الإدارة الشمالية يبلغ عدد سكانها 190289 نسمة وذلك حسب إحصائيات سنة 2013. يبلغ ارتفاع المدينة عن سطح البحر قرابة 0 متر. تبلغ مساحتها 53.5 كم².

## معرض صور

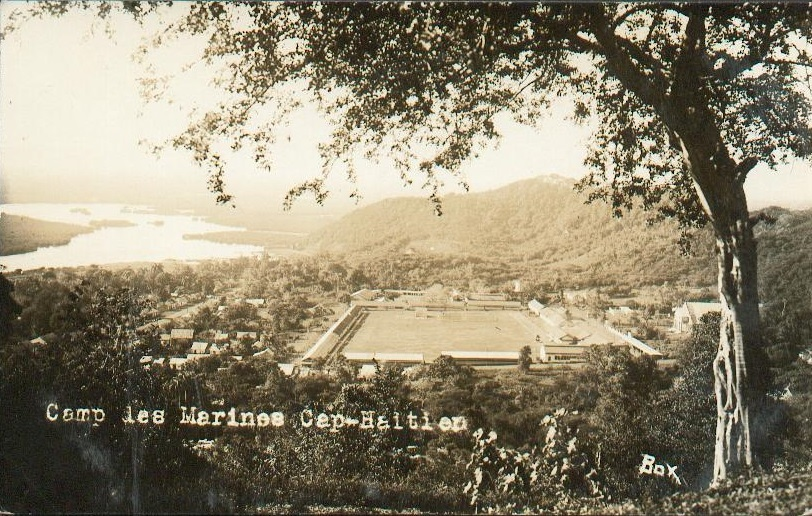
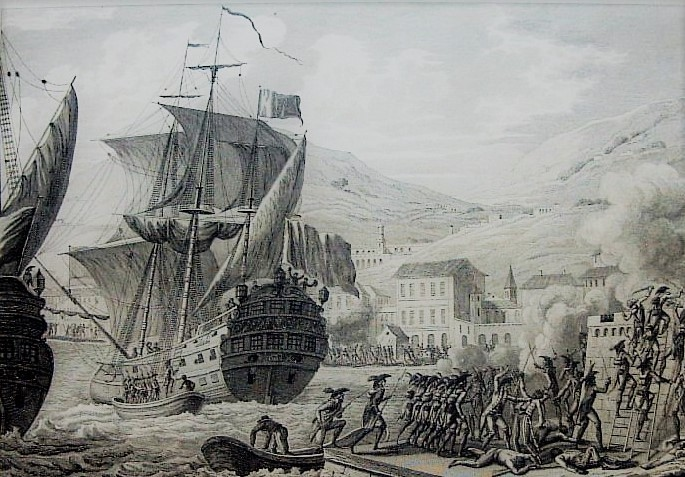
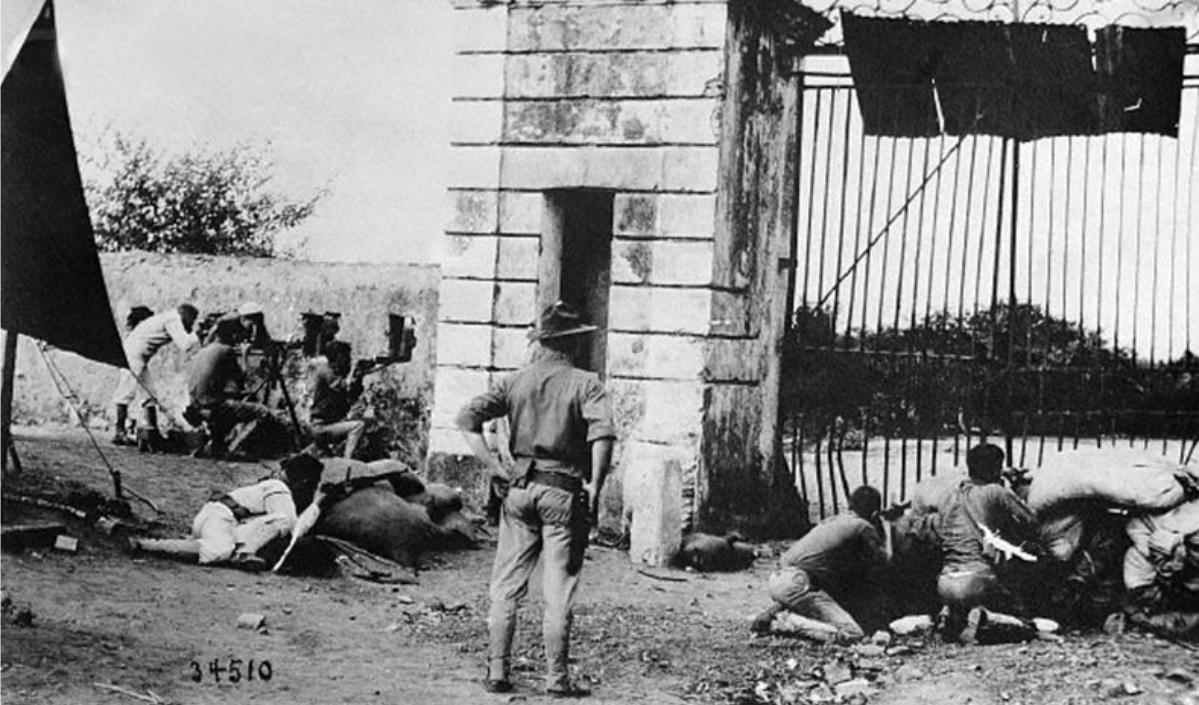

## توأمة
لكاب هايتيان اتفاقيات توأمة مع:
- نيو أورلينز

## أعلام
- هنري نامفي
- هانيبال برايس
- جيمس رينيه
- فريتز جان
- أوزوالد دوراند
- جان هاردي